# 海囊鰓鰻
海囊鰓鰻為輻鰭魚綱囊鰓鰻目囊鰓鰻科的一個種，分布於東大西洋的馬德拉群島、加那利群島、西大西洋的百慕達群島海域，屬深海魚類，棲息深度可達1000公尺，體長可達107公分，屬肉食性。

## 擴展閱讀
維基物種上的相關：海囊鰓鰻